# Демиденко, Виталий Александрович
Виталий Александрович Демиденко (26 июля 1978, Москва) — музыкант, бас-гитарист и автор текстов российских рок-групп Tracktor Bowling (1998-2017) и Louna (с 2008). Является одним из основателей группы Louna.

## Биография
Виталий Демиденко родился в Москве, куда его отец Александр Иванович Демиденко приехал из Ялты (ранее проживал в Запорожье) для обучения в Московском авиационном институте.
Виталий — старший ребёнок в семье, его брат Артём младше на пять лет. Мать музыканта — Алла Юрьевна Демиденко.
В 1995 году будущий бас-гитарист известных рок-групп закончил одиннадцатый класс московской школы № 93 и, как и его отец, поступил в МАИ, где проучился до 2002 г.
Параллельно с последним годом обучения Виталий работал в «Спортмастере» литературным редактором и внештатным веб-мастером, после чего (с 2002 г. по 2006 г.) — менеджером по интернет рекламе. Помимо этого, в 2004 г. пробовал себя в качестве внештатного автора журналов «Хулиган» и «Fakел».

## Участие в группах

### Tracktor Bowling
В 1997 году стал бас-гитаристом недавно созданной группы «Матагона». В 1999 году Виталий Демиденко вместе с Людмилой Деминой уходят в «Tracktor Bowling». В новом коллективе Демиденко занимает место ушедшего бас-гитариста Леонида Голубева и остаётся там вплоть до распада группы в 2017 году.

### Louna
Вместе с вокалисткой «Tracktor Bowling», Лусинэ Геворкян, Виталий организует группу Louna, куда вошли ещё трое участников. По словам самих музыкантов, группа создавалась «чтобы воплотить свои творческие идеи, выходящие за музыкальные рамки их основных коллективов». В настоящее время является автором всех текстов песен группы.

## Личная жизнь
Со своей будущей женой Лусинэ Геворкян Виталий познакомился в группе Tracktor Bowling, куда он пришел из Матагоны, чтобы заменить перешедшего в другой коллектив басиста (Леонида Голубева). Почти сразу Вит и Лу стали жить вместе, однако расписались в ЗАГСе только через восемь лет. Они до сих пор не носят обручальные кольца, а символом того, что они вместе на всю жизнь, стали татуировки, сделанные в честь бракосочетания. 31 октября 2014 года у них родился сын Максим.
В 2016 году Демиденко получил гражданство Израиля. Проживает в Израиле с женой и сыном с 2022 года.

## Эндорсер
- Является официальным эндорсером бас-гитар Warwick в России с весны 2008 года[7]
- Является официальным эндорсером радиосистем и микрофонов Sennheiser в России с 2010 года[8]
- Является официальным эндорсером педалей эффектов и струн EBS в России с 2010 года